# Nanoarchaeum equitans
Nanoarchaeum equitans è una specie di archaea marina scoperta nel 2002 in una fonte idrotermale sull'isolotto di Kolbeinsey, in Islanda, da Karl Stetter e, all'inizio, si pensava di classificarla in un phylum completamente adibito ad essa. È considerata come una specie termofila, capace di crescere anche a temperature di 80 °C, di resistere a pH di fino a 6 e a concentrazioni saline di anche il 2%. Ha un diametro di solo 400nm, che lo rende una delle specie di organismi viventi più piccole conosciute e la specie di archea più piccola in natura. Ha piccole "appendici" che coprono la sua superficie rotonda, e la sua membrana plasmatica è coperta da una leggera membrana di strato superficiale cristallino (S-Layer) che aumentano la protezione complessiva della cellula.
È un simbionte obbligatorio della archeon Ignicoccus: ha bisogno di restare a contatto superficiale con questa specie perché non è capace di sintetizzare in forma autonoma i lipidi di cui ha bisogno per sopravvivere.

## Genoma
Il genoma di N.equitans è costituito di un solo cromosoma circolare dal contenuto CG del 31,6%. Non presenta quasi nessun gene capace di sintetizzare amminoacidi, nucleotidi, cofattori o lipidi, ma è capace di codificare qualsiasi struttura necessaria per la riproduzione e per il giusto mantenimento del genoma, oltre a contenere vari geni responsabili della ricombinazione omologa.
Le sequenze di RNA 16S di Nanoarchaeum non sono ancora stati rilevati attraverso i metodi comuni. La capacità di produrre ATP in maniera autonoma è anch'essa messa in dubbio.

## Metabolismo
Nanoarchaeum non ha l'abilità di metabolizzare l'idrogeno e i solfuri per trarne energia, come molte altre specie di termofili. È solito ottenere energia dalla sua simbiosi con Ignicoccus e a ricevere ATP direttamente attraverso questa relazione simbiontica. Malgrado ciò, presenta 5 complessi ATPasi.